# CALIPSO
CALIPSO (Cloud-Aerosol Lidar and Infrared Pathfinder Satellite Observations) war ein amerikanisch-französischer Erdbeobachtungssatellit der NASA und des CNES. CALIPSO diente der Erforschung der Einflüsse von Wolken und Aerosolen auf das Wetter und die Luftqualität auf der Erde. Der Satellit gehörte zum Forschungsprogramm Earth Observing System (EOS), das eine Reihe von Umweltsatelliten umfasst.

## Mission

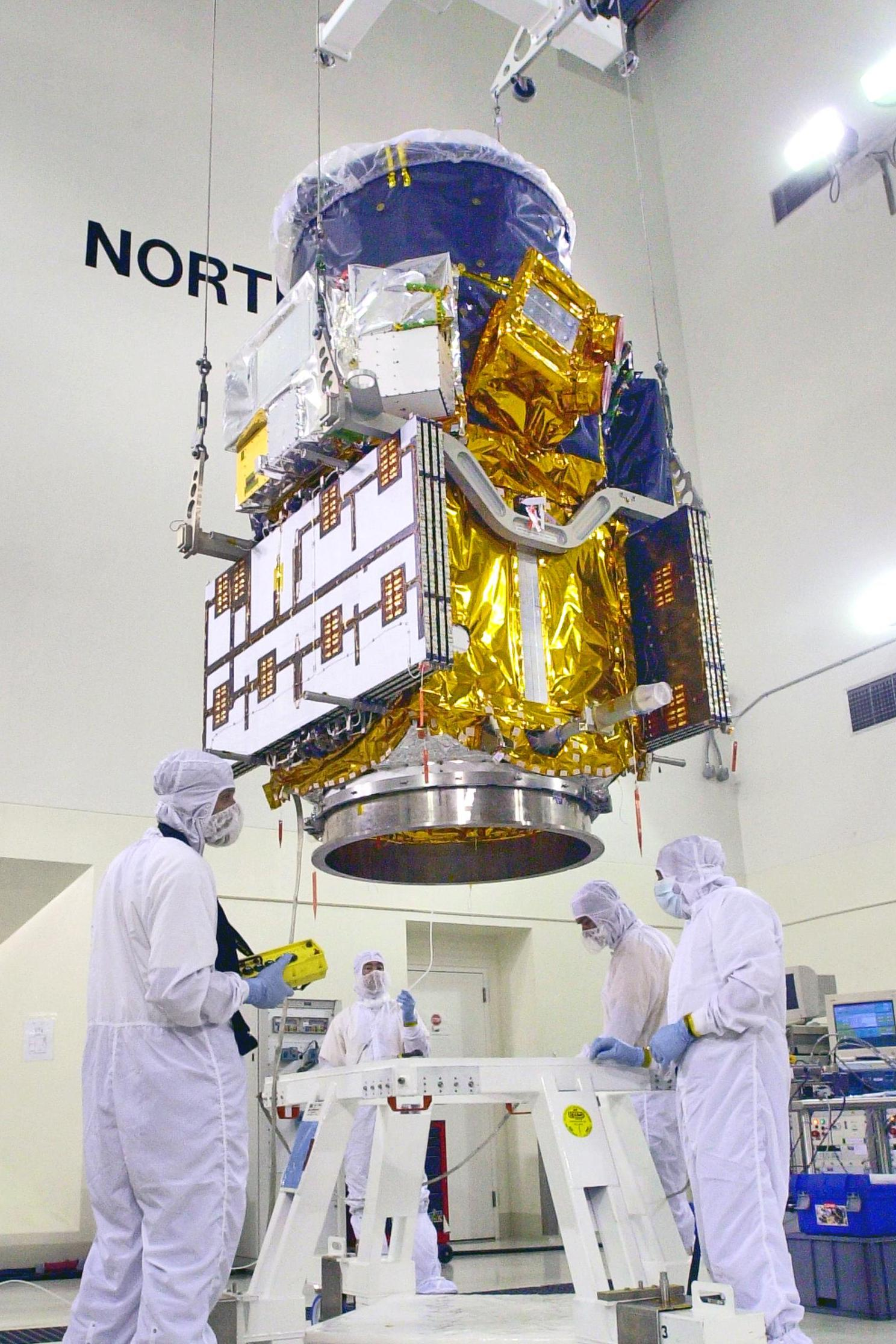
CALIPSO bei den Startvorbereitungen in Vandenberg

CALIPSO arbeitete in einer 700 km hohen, sonnensynchronen Umlaufbahn und flog mit dem Satelliten CloudSat, der ebenfalls Wolken studiert, sowie drei weiteren Umweltsatelliten (Aura, Aqua und PARASOL) in Formation. Diese fünf Satelliten bilden gemeinsam den A-Train. Da CALIPSO und CloudSat als die beiden letzten Satelliten gestartet wurden, mussten sie genau in die Formation eingeordnet werden. Deshalb war das Startfenster an einem jeweiligen Tag nur eine Sekunde lang offen. Verzögerungen waren also nicht tolerierbar.
CALIPSO hätte, nachdem der Start bereits mehrmals verschoben worden war, am 21. April 2006 zusammen mit CloudSat an Bord einer Delta-II-Trägerrakete gestartet werden sollen. Wegen technischer Probleme mit der Kommunikation zwischen CALIPSO und der Bodenstation in Frankreich wurde der Countdown aber weniger als eine Minute vor der Zündung gestoppt. Weitere Startversuche mussten wegen schlechten Wetters oder anderer technischer Probleme abgesagt werden.
Am 28. April 2006 um 12:02 MESZ wurden die Satelliten schließlich beim siebten Startversuch gestartet. Eine gute Stunde später wurde CALIPSO abgetrennt und im Orbit ausgesetzt.
CALIPSO war für eine Missionsdauer von mindestens drei Jahren ausgelegt. Letztendlich ging der Satellit am 1. August 2023 außer Betrieb, womit die Mission nach rund 17 Jahren endete.

## Instrumente

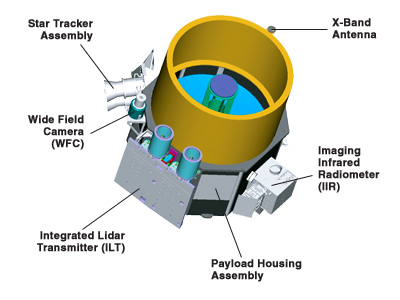
Instrumentarium der CALIPSO

Cloud-Aerosol Lidar with Orthogonal Polarization (CALIOP)
CALIOP stellt mithilfe eines Lasers hochaufgelöste, vertikale Profile von Wolken her. Dabei wird mit mehreren Wellenlängen und einem Empfängerteleskop mit einem Meter Durchmesser gearbeitet.
Imaging Infrared Radiometer (IIR)
Dieses System arbeitet im Infrarotbereich mit Wellenlängen zwischen 8 und 12 µm. Dabei wird jeweils der gleiche Bildausschnitt betrachtet den CALIOP gerade analysiert.
Wide Field Camera (WFC)
Diese Kamera ist vor allem im Bereich von 645 nm  Wellenlänge empfindlich und macht Bilder von der Erdoberfläche.